# Schwarz
Schwarz ist die dunkelste aller Farben und gehört wie Weiß und Grau zu den unbunten Farben. Die Farb- und Helligkeitsempfindung von Schwärze entsteht beim Fehlen eines visuellen Reizes, also wenn die Netzhaut keine Lichtwellen oder nur Lichtwellen geringer Intensität im sichtbaren Spektrum wahrnimmt.
Ein physikalischer Körper hat die „Körperfarbe“ Schwarz, wenn er bei Beleuchtung mit allen Frequenzen des Lichts (fast) kein Licht zurückwirft; als Lichtfarbe ist Schwarz das Nicht-Aussenden jeglicher Lichtfrequenz.

## Etymologie

Sonnenfinsternis

Für die Abwesenheit von Licht gibt es mehrere unterschiedliche Wurzeln im indoeuropäischen Sprachstamm, etwa black im Englischen; es kommt aus dem Altenglischen blæc („schwarz, dunkel“, auch „Tinte“), von Proto-Germanisch *blakkaz („gebrannt“), von Proto-Indoeuropäisch *bhleg- („brennen, scheinen“), vom Stamm *bhel- („scheinen“), verwandt mit Altsächsisch blak („Tinte“), Althochdeutsch blach („schwarz“), Altnordisch blakkr („dunkel“), Niederländisch blaken („brennen“) und Schwedisch bläck („Tinte“). Im Lateinischen existieren zwei synonyme Vokabeln für schwarz: ater und niger. Letztere („kräftiges schwarz“) setzte sich durch und kommt in romanischen Sprachen vor, etwa noir im Französischen, und in dem Landesnamen Nigeria.
Althochdeutsch hatte ebenfalls zwei Wörter: swartz (trübes Schwarz), und blach (kräftiges Schwarz). Diese sind parallel zu Mittelenglisch swart (trübes Schwarz) und blaek (kräftiges Schwarz). Swart existiert noch im Adjektiv swarthy („dunkel, dunkelhäutig“), während blaek als black weiterbesteht.
Durch die mehrdeutige Nutzung des Begriffs Farbe entsteht die Unklarheit, ob Schwarz eine Farbe ist. Alltagssprachlich werden meist sowohl Schwarz als auch Weiß als Farben angesehen. In der Fachterminologie wird zwischen Farbmittel und Farbreiz unterschieden, dadurch erklärt sich die Bezeichnung von Schwarz als unbunte Farbe, da ihm die Farbigkeit, die Buntheit fehlt.

## Farbenlehre
Die unbunte Farbe Schwarz beeinflusst als Sinneswahrnehmung (Lichtfarbe) die Farbqualität, also den Reinheits- oder Sättigungsgrad anderer Farben. Physikalisch bedeutet Schwarz Abwesenheit von (sichtbarem) Licht jeglicher Wellenlänge. Als Körperfarbe ist Schwarz die Absorption aller Lichtfrequenzen.

### Schwarze Körper

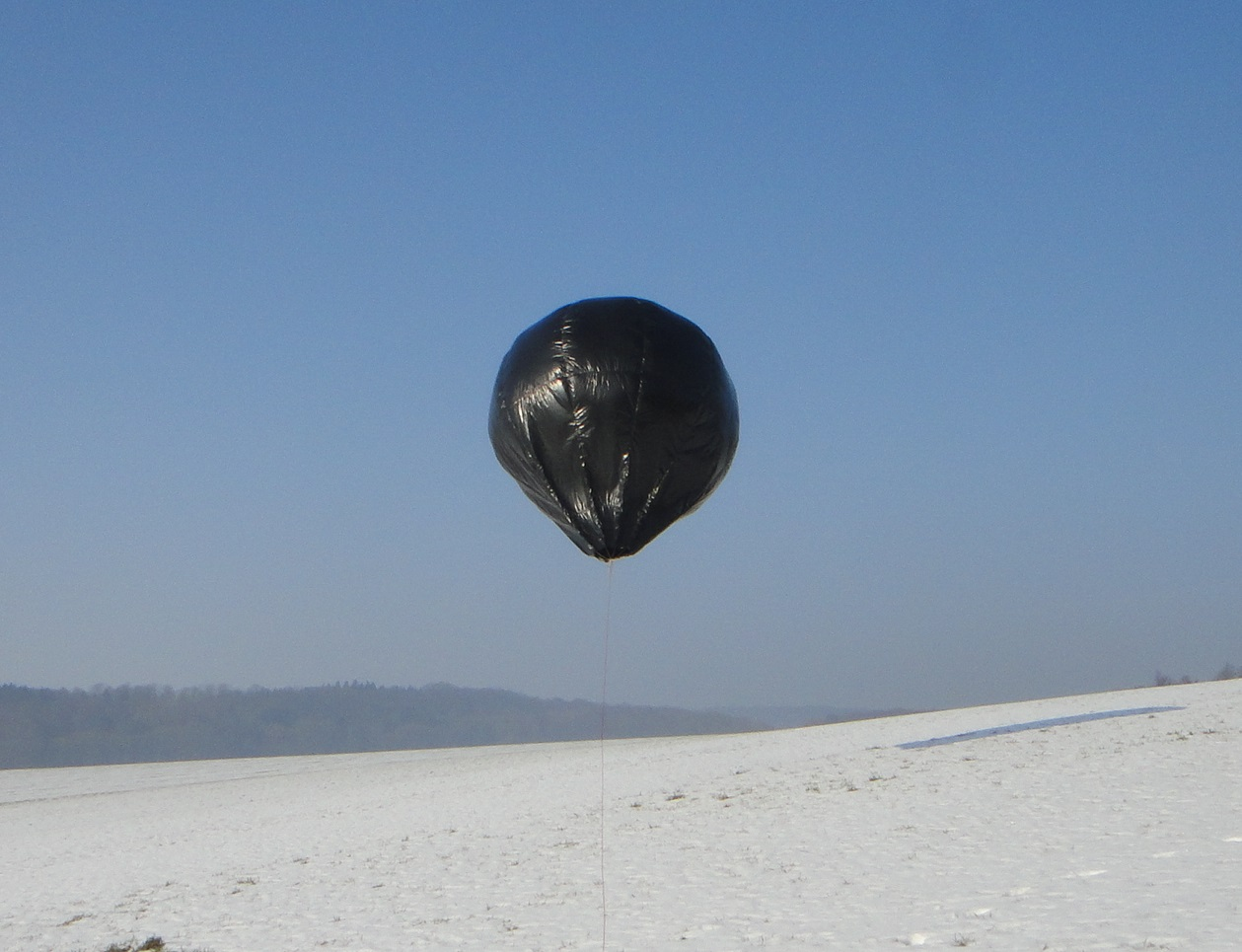
Schwarzer Solarballon über einer verschneiten Wiese. Er ist schwarz, um möglichst viel Sonnenlicht zu absorbieren.

Schwarze Kugel mit (simuliertem) Glanz

Ein Gegenstand erscheint schwarz, wenn er unter der aktuellen Anstrahlung kein Licht zurückwirft. Er besitzt die Körperfarbe Schwarz, wenn er beim Anstrahlen mit dem kompletten Lichtspektrum kein Licht zurückwirft. Farbe ist eine Sinnesempfindung, Schwarz ist als Farbe kategorisiert, die im Vergleich zur Umgebung keine oder fast keine Lichtmenge reflektiert oder abstrahlt. Das Bild vom schwarzen Solarballon über dem entgegengesetzt „gefärbten“ weißen Schnee veranschaulicht dies. Während der Schnee praktisch das gesamte sichtbare Lichtspektrum reflektiert und daher weiß erscheint, absorbiert der Solarballon nahezu das gesamte sichtbare Lichtspektrum und erscheint deshalb schwarz.
Die unbunte Farbe Schwarz ergibt sich in der subtraktiven Farbmischung durch Mischung der Farben Cyan, Magenta und Gelb nach CMYK im Verhältnis {100,100,100,x} (wobei x für jede Zahl zwischen 0 und 100 stehen kann) oder {0,0,0,100}. Schwarz hat im RAL-Farbsystem die Bezeichnungen RAL 9005 und wird mit Farbmitteln erreicht, die maximal absorbieren, meist durch Ruß, aber auch durch Ausfärbungen mit Anilinschwarz. Als Fettes Schwarz wird eine Mischtechnik im Vierfarbdruck bezeichnet.
Der Schwarzstandard in der Farbmessung wird durch ein Loch in einem (ideal) matt ausgekleideten Hohlkörper repräsentiert. Ziel dieser Apparatur ist es, dass sich ein einfallender Lichtstrahl (aus dem Umgebungslicht) im Inneren „totläuft“. Dadurch treten an der Austrittsöffnung keine Photonen und somit kein Licht mehr aus.

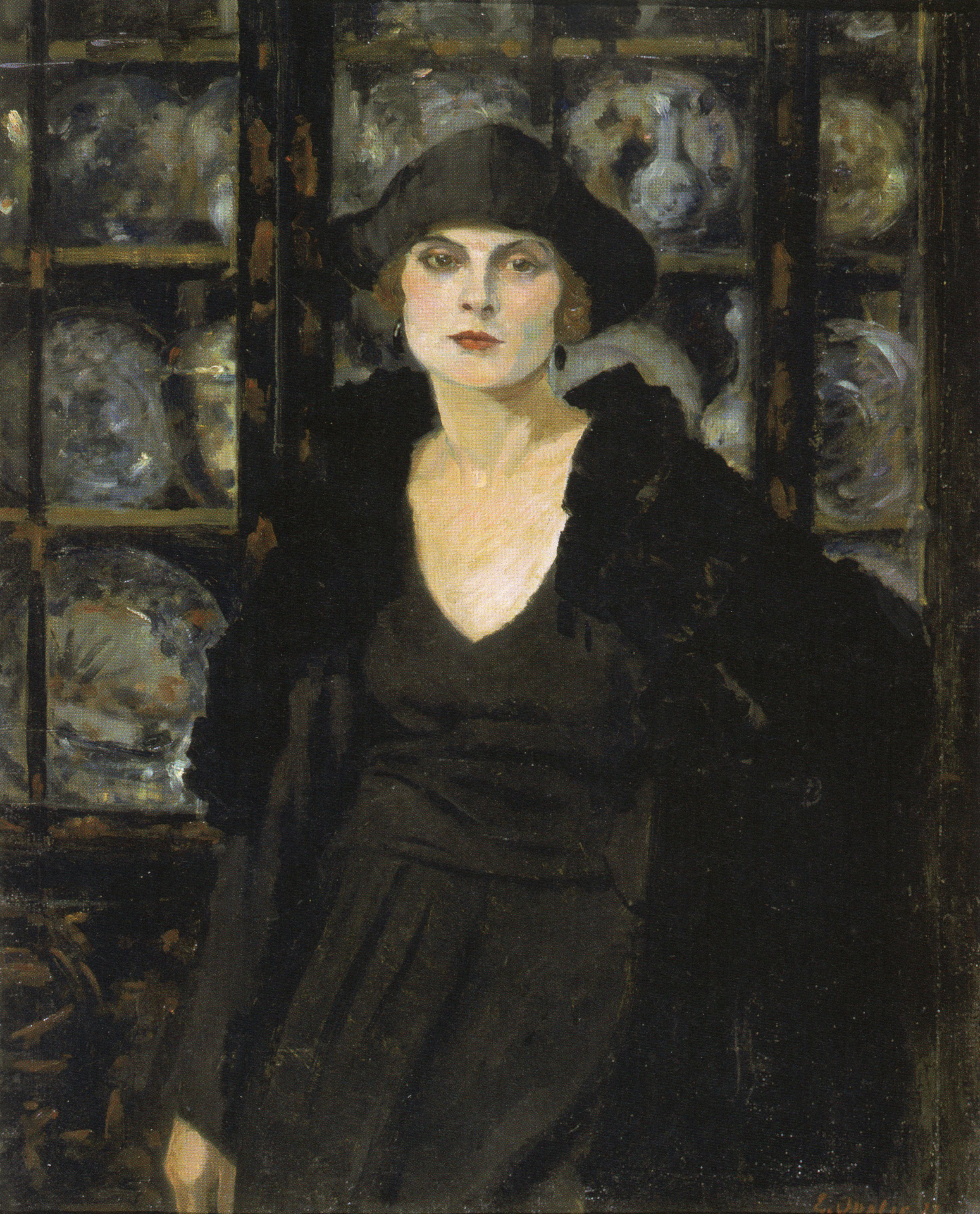
In der Mode galt und gilt die Farbe Schwarz zuweilen als elegant und vornehm (Ernst Oppler: Dame in Schwarz, 1922).

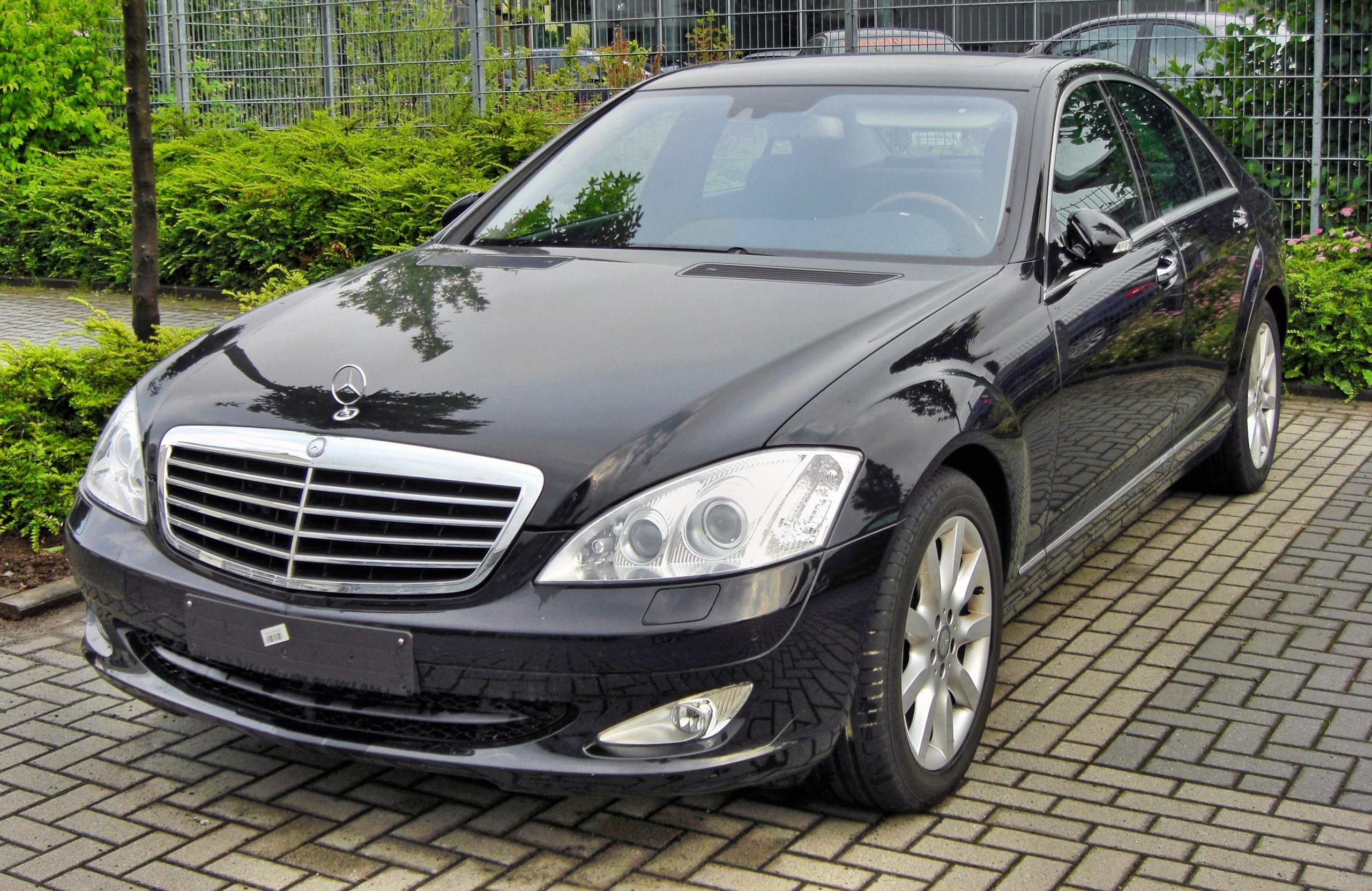
Schwärze steht für vornehm, exklusiv. Glanz gehört definitionsgemäß nicht zur „Farbe“

Die Definition für Farbe nach DIN schließt die sonstigen visuellen Effekte, wie Glanz oder Struktur, aus. Eine glänzende schwarze Oberfläche kann durchaus Licht reflektieren. Messtechnisch ist jedoch Glanz bei der Bestimmung von Farben auszuschließen, es ist (physikalisch) ein „schwärzeres“ Schwarz erreichbar.
„[Farbe ist] … diejenige Gesichtsempfindung eines dem Auge des Menschen strukturlos erscheinenden Teiles des Gesichtsfeldes, durch die sich dieser Teil bei einäugiger Beobachtung mit unbewegtem Auge von einem gleichzeitig gesehenen, ebenfalls strukturlosen angrenzenden Bezirk allein unterscheiden kann.“ (Definition nach DIN 5033)
In diesem Sinne wurde die derzeit (Stand Juli 2014) tiefste, also „schwärzeste“ (matt-)schwarze Oberfläche von der britischen Firma Surrey NanoSystems entwickelt. Die Vantablack genannte Oberfläche besteht aus Kohlenstoffnanoröhrchen, die auf einer Folie wachsen und jegliche Struktur aufgrund der fehlenden Reflexion praktisch „verschwinden“ lassen. Tiefschwarz ist diese Oberfläche, weil nur 0,035 % des Lichtes im sichtbaren Bereich remittiert (zurückgeworfen) werden. Zuvor galt eine Substanzoberfläche aus Nickel und Phosphor vom National Physical Laboratory in London mit einem Remissionsgrad von 0,18 % als tiefstes Schwarz.

### Funktionelle Farbe
Um unerwünschtes Streulicht (wohl aus Glanz) zu minimieren, sind Gehäuse und Komponenten von Kameras, Teleskopen und anderen optischen Geräten innen mattschwarz ausgeführt. Schwarz war das lichtdichte Einstelltuch, unter das sich der Fotograf „verkroch“, um während des Scharfstellens Umgebungslicht von der Fotoplatte abzuhalten. Schwarz sind auch die lichtdichten Wechselsäcke mit zwei Eingriff-Ärmeln für die Hände, in denen man Filme abgeschirmt vom Umgebungslicht im Dunkeln handhaben kann. Eine andere Anwendung dieser Art waren die schwarzen Verdunklungsrollos, die im Zweiten Weltkrieg genutzt wurden, um künstliche Lichtquellen im Wohnbereich gegen die Sicht durch angreifende Bomber abzudämpfen. Im Gartenbau sind schwarze Folien im Einsatz, beispielsweise um die Pflanzenumgebung lichtdicht zur Unkrautentwicklung abzudecken.
Zauberer und Bühnenarbeiter sind häufig schwarz gekleidet, um gegenüber der beleuchteten Szene des Geschehens optisch zurückzutreten oder (teilweise) zu verschwinden. Bühnen sind standardmäßig sehr dunkel oder schwarz, um Licht zu schlucken, damit die Beleuchtung gezielt am Angestrahlten wirkt.

### Lichtfarbe (fehlendes Licht)
Bei Fernsehgeräten und Computermonitoren ergibt sich „Schwarz“ aus dem Nichtabstrahlen jeglicher Intensitäten der farbreizerzeugenden „Leuchtpunkte“ Rot, Grün und Blau (additive Farbmischung). „Schwarz“ hat im RGB-Farbraum den Wert RGB = (0, 0, 0). (Hexadezimale Darstellung, 8-bit pro Farbkanal: 00 00 00.)
Für herkömmliche Monitore entspricht die jeweilige Materialfarbe der Bildschirmoberfläche im ausgeschalteten bzw. lokal nicht angesteuerten oder ganz abgedunkelten Zustand dem schwärzesten darstellbaren Wert („Schwarzwert“) und ist meist nur ein dunkles Grau. Grund ist das reflektierte Umgebungslicht.
Durch spezielle Oberflächenbeschichtungen ist es im Labor gelungen, den Reflexionsgrad von Materialien auf 0,035 Prozent zu senken.
Das totale Fehlen von Licht führte bei physikalischen Effekten zu deren Bezeichnung als Schwarzer Körper (vollständig absorbiert) und Schwarzes Loch (starke Gravitation verschluckt das Licht).

## Farbmittel
Die Herstellung und Nutzung schwarzer Pigmente in der Malerei ist mindestens seit dem 1. Jahrhundert nachgewiesen. Dabei wurde Pflanzenschwarz, das aus Trester gewonnen wurde, oder Elfenbeinschwarz (gebranntes Elfenbein) eingesetzt.
Die Schwarzfärberei von Stoffen war eine besondere handwerkliche Kunst, die Schwarzfärberei hatte meist eine eigene Zunft. In den Listen finden sich ausführliche Zuordnungen und Angaben zu schwarzen Farbstoffen und schwarzen Pigmenten. Ebenso leitet sich vom handwerklichen oder künstlerischen Umgang mit schwarzer Druckerfarbe der Begriff der Schwarzen Kunst her.
Im engeren Sinn der „Farbe“ kommt die Nutzung in den Begriffen Schwarzerde und Schwarze Sonne vor.
Das wichtigste schwarze Pigment ist Ruß, der Farbton reicht dabei je nach Korngröße von Tiefbraun bis Schwarz.

## Kulturelle Bedeutung

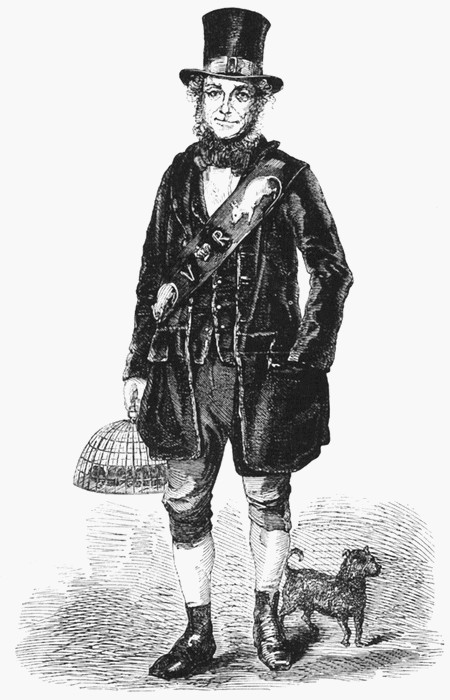
Schwarze Kleidung des Rattenfängers Jack Black

### Politik
In Deutschland wurde „schwarz“ bereits im 19. Jahrhundert mit dem aus dem christlich-klerikalen Milieu stammenden Konservatismus assoziiert und ist als „Parteifarbe“ nach 1945 von der Deutschen Zentrumspartei auf die Parteien CDU und CSU übergegangen. Die Farbbezeichnung ging zudem auf die schwarz-gelbe Koalition und andere politische Bündnissen der CDU/CSU über. Analog gelten in Österreich Vertreter der ÖVP als Schwarze und die Volkspartei als die Schwarzen (im Gegensatz zu SPÖ (Rot)).
Neben der Nutzung als »Parteifarbe«, deren Zuschreibung nicht immer selbst gewählt, sondern in einigen Fällen von außen erfolgte, sind weitere politische Organisationen oder Strömungen öffentlich mit dieser Farbe in Erscheinung getreten:
Schwarz ist Farbe des Anarchismus und seiner Strömungen. Der Schwarze Block nutzt die Farbbezeichnung zur Gleichförmigkeit. Zum anderen dient schwarz als Zuordnung (→ Schwarze Scharen).
In Italien stand Schwarz vor und während des Zweiten Weltkrieges für eine faschistische Gesinnung (→ Schwarzhemden).
Zur Zeit der NS-Diktatur in Deutschland war Schwarz die Farbe der NSDAP-eigenen SS, die sich als das »schwarze Korps« bezeichnete und die ein wesentlicher Bestandteil öffentlicher Wahrnehmung der NSDAP war.

### Kleidung, Mode und Szenen
Schwarz gilt als prototypische Farbe der Kleidung bestimmter Berufsgruppen und Milieus: Priester, Architekten, Jazzmusiker und -fans, Existenzialisten u. a.
Der Schwarzen Szene gab Schwarz als Leitfarbe für Kleidung, Accessoires, sonstige Ausrüstung und für Musik („Schwarze Musik“) den Namen.
Auch in der Metal-Szene ist Schwarz die Leitfarbe für Kleidung. In den ,härteren’ Spielarten des Metal (Black Metal, Death Metal) kommt Schwarz uni und in Tarnmustern für Kleidung und auch für Alltagsgegenstände (Rucksack, Zelt, …) vor.

### Kampfkunst und Kampfsport

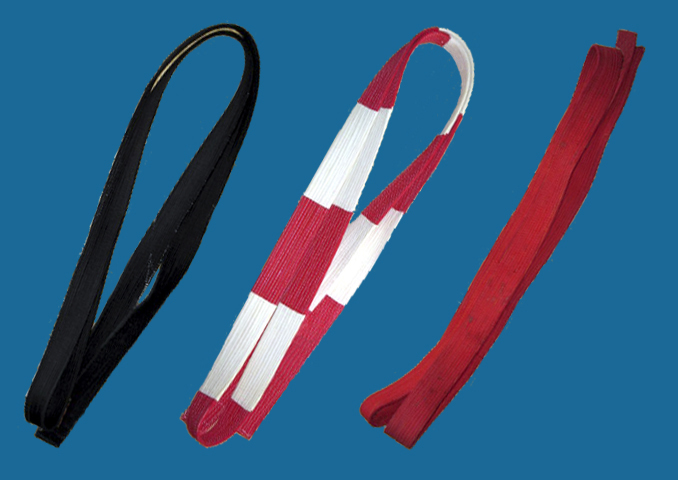
Die Gürtelfarben der Meistergrade im Budo

In vielen Kampfkünsten – wie Jiu Jitsu, Judo, Taekwondo, Qwan Ki Do und Karate – wird ein Gürtel (jap. Obi) als Teil der traditionellen Bekleidung (jap. Keikogi) getragen. Der schwarze Gurt repräsentiert den Kenntnisstand des Budoka und wird nach Bestehen der ersten Meisterprüfung der so genannten Dan-Prüfung, verliehen und getragen. Die Person wird dann auch Danträger genannt. Dabei ist zu beachten, dass ein Danträger nicht unbedingt ein Meister ist. Diese Bezeichnung gibt es im traditionellen Budo nicht.

### Sportschießen
Im Schießsport trifft ein guter Schuss ins Schwarze. Das bezieht sich auf die schwarze Färbung im Zentrum der Schießscheibe. Daraus entstand die Redewendung „ins Schwarze treffen“.

### Illegales
Im übertragenen Sinne für ‚verboten, unerlaubt, illegal‘ wird es in Wörtern wie Schwarzarbeit, Schwarzbau, Schwarzbrennerei, Schwarzfahren, Schwarzgeld, Schwarzmarkt oder Schwarzsender verwendet. Solche Komposita mit Substantiven setzten sich erst in der zweiten Hälfte des 20. Jahrhunderts durch; zuvor waren Adjektiv-Substantiv-Verbindungen wie „schwarzer Markt“ häufiger. Das Adjektiv „schwarz“ bedeutete dabei ursprünglich so viel wie ‚nächtlich, heimlich‘; vergleiche auch das ältere Verb „schwärzen“ im Sinne von ‚schmuggeln‘.

### China
Im chinesischen Kulturkreis ist Schwarz Symbol für Dunkelheit, Ehre, Tod, Winter und Norden (Fünf-Elemente-Lehre). Im Maoismus repräsentierte sie im Gegensatz zum systemimmanenten Rot die Konterrevolution.

### Böse Absicht
In Zusammensetzungen wie „schwarze Magie“, „schwarze Pädagogik“, „schwarze Psychiatrie“ und „schwarze Medizin“ enthält das Adjektiv „schwarz“ die Zuschreibung einer bösen, schädlichen Absicht, sowie oft auch eine Wertung und eine Konnotation von extremer Rückständigkeit.

### Ethnographie
Der Terminus schwarz oder Schwarze wird häufig genutzt, um Menschen mit dunklerer Hautfarbe zu bezeichnen, insbesondere solche aus Subsahara-Afrika oder Vorfahren von dort wie etwa Afrodeutsche. Schwarze Menschen sind von Diskriminierung betroffen. Der Ausdruck „Schwarz“ wird auch genutzt, um die damit verbundene gesellschaftliche (unterprivilegierte) Position zu beschreiben.

## Beispiele für die Benennung nach der Farbe

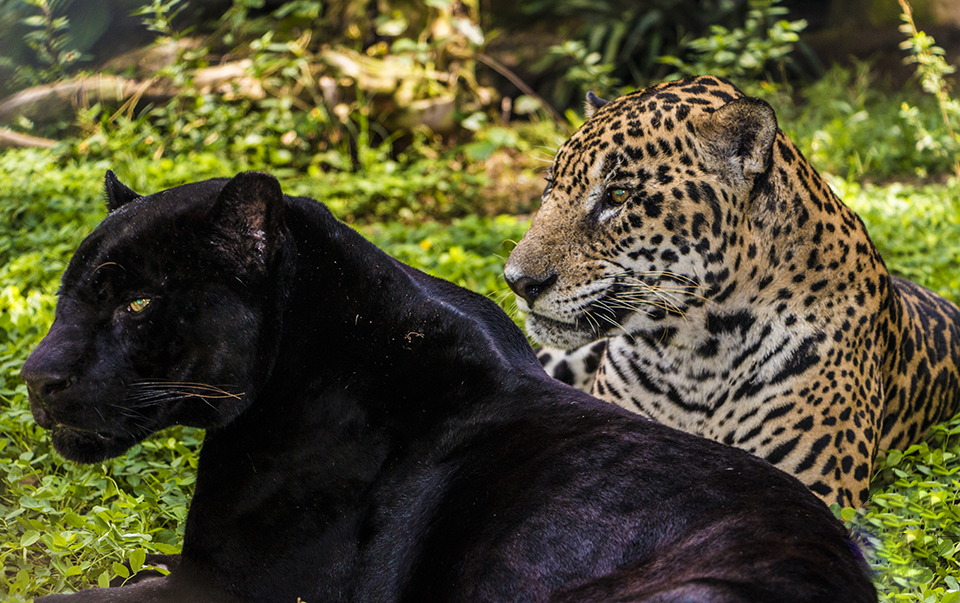
Der Schwarze Panter ist eine Farbvariante des Jaguars oder des Leoparden

Tiere mit dem beschreibenden Wortteil Schwarz:
- Schwarzbär
- Schwarzer Marlin
- Schwarzer Panther
- Schwarzschwan
- Schwarzstorch
- Schwarze Witwen: Europäische Schwarze Witwe, Südliche Schwarze Witwe, Westliche Schwarze Witwe und Nördliche Schwarze Witwe

Pflanzen mit dem beschreibenden Wortteil Schwarz:
- Schwarz-Erle
- Schwarz-Pappel
- Schwarze Tollkirsche
- Schwarzwurzeln

weitere Begriffe:
- Schwarz (Familienname)
- Schwarze
- Schwarze Szene
- Schwarzes Loch
- Schwarzer Tod
- Schwarze Liste

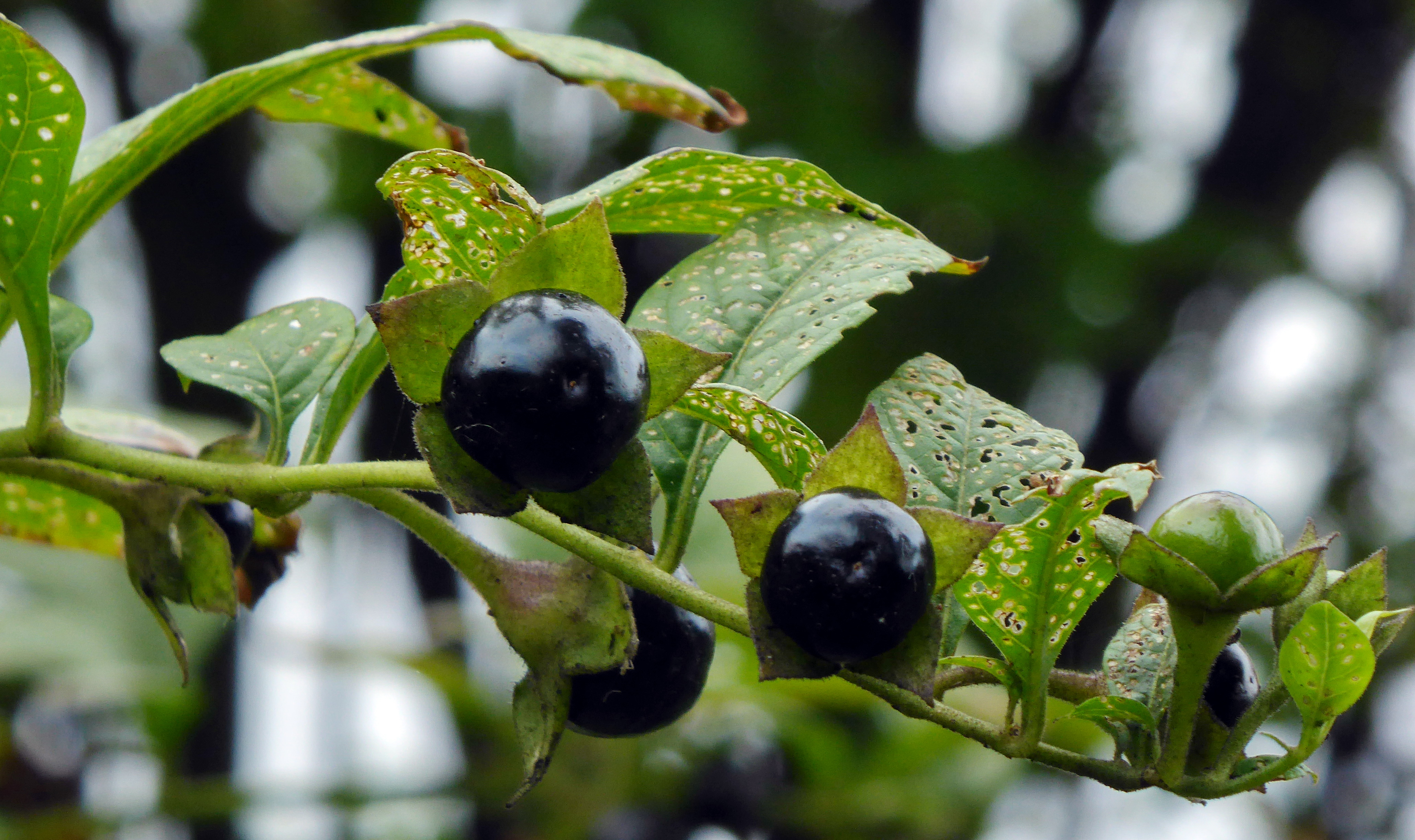
Beeren der Schwarzen Tollkirsche

Geografische Orte etc. unter: Schwarz (Begriffsklärung)

## Trauer
Bei den Liturgischen Farben steht Schwarz für Trauer und Tod. In nichtchristlichen Kulturkreisen wird Schwarz gleichfalls in diesem Zusammenhang verwendet und steht fortführend als Symbol für negative Ereignisse.

## Heraldik
In der Heraldik zählt Schwarz („Sable“) zu den klassischen Tinkturen und wird, im Gegensatz zu den Metallen Gold und Silber, als Farbe bezeichnet. In älteren heraldischen Werken wird die Farbe als Kohlfarbe bezeichnet.